# Rebecca de Ruvo
Rebecca Anna de Ruvo, född 6 december 1969 i Stockholm, är en svensk tidigare artist och fotomodell som blev känd som programledare på då relativt nystartade MTV Europe under tidigt 1990-tal.

## Karriär
Rebecca de Ruvo började sin TV-karriär som nittonåring som reporter i ungdomsprogrammet Druvan 1988 som hennes mor Annika de Ruvo var producent för på SVT. I början av 1990-talet ledde hon MTV Europes morgonprogram Awake on the Wildside samt den dagliga topplistan Dial MTV som tittarna röstade fram. I London startade hon musikgruppen Breaker som gjorde ett par singelskivor genom Coalition Records. Efter att hon lämnat MTV ledde hon 1992 tillsammans med Staffan Ling SVT:s program Ring Ling där bland annat kändisar deltog i olika tävlingar. År 1995-1996 var hon programledare för den dagliga musiktävlingen Musikmatchen på TV3 med Max Lorentz som domare men har sedan dess inte varit aktiv i svenska medier.

## Familj
de Ruvo är dotter till TV-producenten Annika de Ruvo och gift med Andreas Åkerlund, vilken är bror till Jonas Åkerlund. Hon är bosatt i London sedan 1988.